# Philoliche magrettii
Philoliche magrettii är en tvåvingeart som först beskrevs av Mario Bezzi 1901.  Philoliche magrettii ingår i släktet Philoliche och familjen bromsar. Inga underarter finns listade i Catalogue of Life.